# Гернет, Евгений Сергеевич
Евгений Сергеевич Гернет (31 октября 1882, Кронштадт, Санкт-Петербургская губерния — 8 августа 1943, Спартак, Павлодарская область) — советский военно-морской и государственный деятель, гляциолог, автор теории ледовых периодов.

## Биография
Евгений Гернет родился 31 октября 1882 года в Кронштадте, происходил из старинного дворянского рода. Свободно говорил на трех европейских языках, мог объясниться по-японски.

### Служба в императорском флоте
- 1897 — Поступил в Морской кадетский корпус.
- 1899 — Принят на службу во флот.
- 13 мая 1902 — Окончил Морской кадетский корпус в Санкт-Петербурге 44-м по успеваемости. Мичман. Назначен младшим штурманом броненосца «Победа».
- 31 октября 1902 — На броненосце «Победа» вышел из Кронштадта в Порт-Артур.
- 3 ноября 1903 — Назначен штурманским офицером на канонерскую лодку «Отважный». Участвовал в русско-японской войне.
- 2 апреля 1904 — Награждён орденом Святой Анны IV степени.
- 25 мая 1904 — Приказом адмирала С. О. Макарова назначен штурманским офицером миноносца «Лейтенант Бураков», который четырежды прорывался через японскую блокаду, доставляя оперативные донесения в Инкоу. В последний выход, ночью 20 июня самостоятельно, без помощи лоцмана провел миноносец мимо блокирующих японских кораблей.
- 18 июня 1904 — Награждён орденом Святого Станислава III степени с мечами и бантом.
- 16 июля 1904 — Назначен на миноносец «Бдительный».
- 21 июля 1904 — В одиночку на парусной джонке доставил во Владивосток секретные депеши.
- 20 августа 1904 — Лейтенант, флаг-офицер Морского Походного штаба наместника в Харбине.
- 23 сентября 1904 — Отправился во Владивосток «по предписанию Морского Походного штаба и по собственному желанию», вызвавшись провести в Порт-Артур пароход со снарядами и продовольствием.
- 1 октября 1904 — Назначен капитаном датского транспорта «Бинтаг», но команда отказалась выходить в море.
- 17 октября 1904 — Переведён на английский пароход «Карлайл».
- 25 октября 1904 — Вышел в море.
- 5 ноября 1904 — Пароход попал в шторм и лишился винта.
- Под самодельными парусами добрался до Манилы, где починился.
- 23 апреля 1905 — Привёл транспорт в Сайгон.
- 22 июля 1905 — Сдав груз на крейсер «Диана» по суше отправился во Владивосток.
- 22 сентября 1905 — Прибыл во Владивосток.
- 6 ноября 1905 — За поход на «Карлайле» награждён орденом Св. Владимира IV степени с мечами и бантом.
- 5 декабря 1905 — Прибыл в Петербург в распоряжение Главного морского штаба.
- 9 апреля 1906 — Вахтенный начальник на броненосце «Цесаревич».
- 1 июля 1906 — 24 мая 1907 — Во внутреннем и заграничном плавании.
- 24 мая 1907 — 1 января 1908 — В резерве.
- 6 декабря 1907 — Орден Святой Анны III степени.
- 1908 — Штурманский офицерский класс.
- 2 июня — 3 сентября 1908 — Стажировка на Балтийском море в должности старшего штурманского офицера учебного корабля «Герцог Эдинбургский».
- 18 августа 1908 — Штурман 1-го разряда.
- 24 ноября 1908 — Переведён из Балтийского в Сибирский флотский экипаж.
- 23 декабря 1908 — Штурманский офицер на транспорте «Шилка» во Владивостоке.
- 25 января 1909 — Командир миноносца «Точный».
- 18 апреля 1910 — Старший лейтенант.
- 8 июля 1910 — 9 ноября 1911 — Находился в безвестном отсутствии.
- 12 августа 1910 — Исключён из списков флота.
- 22 ноября 1911 — Вновь зачислен во флот и отдан под суд за служебный подлог, растрату казённых денег и побег со службы. Осужден на 3 года заключения в крепости.
- 4 мая 1912 — Император заменил наказание на исключение из службы с лишением дворянства, чинов и орденов.
- 28 июля 1914 — Возвращены все права и преимущества, утраченные по суду.
- Октябрь 1915 — Комендант транспорта № 67 (бывшего английского грузового парохода «Тислетор») в составе Черноморского флота.
- 1915 — Получил медаль в память 200-летия Гангутской победы.
- 8 февраля 1916 — Командир транспорта № 5 (бывший германский пароход «Асгард»)[1].
- Летом 1916 — Под огнём береговых батарей перевозил десантные войска во время сражения под Трапезундом. Ранен.
- 11 сентября 1916 — Орден Святого Станислава II степени.
- 28 декабря 1916 — В отпуске по ранению.
- 1917 — Старший офицер миноносца «Калиакрия».
- Июнь 1917 — Капитан 2-го ранга.
- Сентябрь 1917 — Командир «Калиакрии».

### Служба вРККФ
- Декабрь 1917 — Командуя миноносцем, принимает участие в гражданской войне на стороне Советской власти.
- 30 апреля 1918 — Переводит эскадру из 14 эсминцев и миноносцев, вспомогательного крейсера, 8 транспортов и 10 сторожевых катеров из Севастополя в Новороссийск.
- 18 июня 1918 — Затапливает миноносцы и 2 катера в Цемесской бухте Новороссийска.
- 23 июня 1918 — Начальник отряда из 8 катеров, перевезенных из Новороссийска на Волгу.
- 28 февраля 1919 — Начальник дивизиона сторожевых кораблей Балтфлота в Шлиссельбурге.
- 25 мая 1920 — Командующий Азовской военной флотилией.
- Август 1920 — Главный командир портов Чёрного моря.
- Ноябрь 1920 — Начальник Новороссийского укрепрайона.
- Апрель 1921 — Начальник Грузинского укрепрайона.
- Июнь 1921 — Начальник Южно-черноморского сектора обороны.
- Август 1921 — Старший морской начальник Южного района Чёрного моря.
- Октябрь 1921 — Начальник Морского отдела Нарвоенморкомрата ССР Абхазия.
- Ноябрь 1921 — Сотрудник для особых поручений при Нарвоенморкомрате Абхазии по морским делам.
- 1 января 1922 — Уволен в бессрочный отпуск.
- 1923 — Принят на учёт Приморским губернским военкоматом
- Июнь 1923 — Капитан пароходов «Симбирск» и «Индигирка» на Дальнем Востоке.
- Март 1926 — Представитель Нефтесиндиката СССР в Сватоу (Китай).
- 1927—1931 — Агент Владивостокской фрахтовой конторы Наркомторга в Кобе, Япония.
- Июль 1931 — Вернулся в Ленинград.
- 1933 — Сотрудник Гидрографического управления Главсевморпути. На ледокольном пароходе «Сибиряков» ходил к островам «Известий ЦИК» и Арктического института.
- 1934 — Ходил в Карское море в качестве гидрографа на ледокольном пароходе «Садко». По результатам промеров во время 23-дневного дрейфа со льдом предположил наличие земли или мелководья на северо-восток от острова Визе.
- 1935 — Вторая экспедиция в Карское море, подтвердившая гипотезу Гернета.
- 1935 — Экспедиция в Восточную Арктику на парусно-моторной шхуне «Полярная звезда». В бухте Тикси обнаружилось, что состояние старой шхуны не позволяет ей рисковать выходить в Ледовитый океан.
- 1936—1937 — Работает со своими картами и участвует в подготовке работы дрейфующей станции «Северный полюс» И. Д. Папанина.

### Арест и смерть
- 1 мая 1938 — арестован по обвинению во вредительстве."Дела гидрографов".
- 23 декабря 1939 года — сослан в Казахстан по закрытому постановлению «особого совещания».
- В конце января 1940 года Евгения Сергеевича Гернета отправили по этапу в Казахстан. Три месяца шёл по этапу эшелон с заключенными. Гернету определили местом ссылки Чернорецк. Через год перевели в Павлодар. Он стал работать в туберкулезной больнице. По ночам капитан дальнего плавания сторожил больничный огород. В конце августа 1942-го его отправляют в совхоз «Спартак», и там он служит счетоводом.
- Скончался от инфаркта 8 августа 1943 года в колхозе «Спартак» Павлодарской области Казахстана (сейчас посёлок Спартак в Актогайском районе этой области). Реабилитирован посмертно в 1956 году.

Как сказано в книге о нём:
Он защищал Порт-Артур и командовал Азовской флотилией. Он пререкался с Троцким и консультировал Чан Кайши. Его имя упоминается в комментариях к Собранию сочинений Ленина и в современном "Гляциологическом словаре". Картами, которые он составил, пользовались Папанин и Чкалов. О нем писали Максим Горький и Константин Паустовский
Дочь — Г. Е. Гернет (1920—2006), астроном, кандидат физико-математических наук, в течение нескольких десятилетий была доцентом кафедры высшей математики Ленинградского электротехнического института связи им. Бонч-Бруевича (ЛЭИС), участник Великой Отечественной войны, была замужем за физиком-теоретиком Г. Ф. Друкарёвым.

## Вклад в науку

### Гляциология
С конца 1920-х годов работает над теорией возникновения и развития полярного оледенения. Предполагал, что человечество в силах изменить климат на южном побережье Северного Ледовитого океана, уничтожив Гренландский ледниковый покров. Свою теорию изложил в книге «Ледяные лишаи», которая была издана в Токио в 1930 году. В этой книге он впервые выдвинул гипотезу о том, что оледенения в истории Земли есть не следствие, а причина охлаждения климата. Он предположил, что в ходе воздымания земной коры отдельные её участки поднимались выше снеговой линии — в слой атмосферы, который он назвал «снегоизбыточным», где температура летом недостаточно высока, чтобы выпавший за зиму снег успевал растаять полностью. Возникший ледник охлаждает климат и в дальнейшем распространяется по поверхности планеты, как болезнетворный лишай.
Гипотеза Гернета произвела большое впечатление на А. М. Горького, о чём написал К. Паустовский в своей повести .
Позже в 1955 году независимо от Гернета эту же идею автоколебаний в системе «земная поверхность — атмосфера» как основного механизма, определяющего чередование ледниковых и межледниковых эпох, выдвинул американский геолог В. Л. Стокс. Ещё через год в журнале Science была опубликована статья М. Юинга и В. Л. Донна с подобными идеями. В 1965 году французский ученый Л. Ллибурти в двухтомном «Курсе гляциологии» подтвердил, что эту гипотезу следует именовать гипотезой Гернета-Стокса.

### Картография
Создал «Близмеридиальные таблицы», вошедшие во все учебники по мореходной астрономии. Разработал новый тип морских и авиационных карт для полярных широт.

## Памятные места
Постановлением Правительства Российской Федерации от 6 апреля 1998 года именем Е. С. Гернета назван пролив между островами Известий ЦИК и островами Арктического института в Карском море.